# Kausea Natano
Kausea Natano es un político tuvaluano que desempeñó como Primer Ministro de Tuvalu desde el 19 de septiembre de 2019 hasta el 26 de febrero de 2024. También se desempeña como diputado por Funafuti.
Natano ha sido elegido varias veces como diputado del Parlamento de Tuvalu.
En 2006 fue nombrado Ministro de Servicios Públicos e Industrias en el gobierno del Primer Ministro Apisai Ielemia. También fungió como Viceprimer Ministro y Ministro de Comunicaciones del país en el gobierno del ex Primer Ministro Willy Telavi a partir de 2010.
Después de las elecciones parlamentarias de Tuvalu de 2019, el 19 de septiembre de 2019, los miembros del parlamento eligieron a Natano como primer ministro con una mayoría de 10 votos contra 6.